# Вишнап
Вишнап М-15, още вишнап или сладковишна, е овощно дърво хибрид между вишна и череша. По произход е от Унгария.

## Описание
Дърветата се развиват бързо. Короната е кълбовидна, много добре облистена, която не увисва.
Имат много добра родовитост и постоянна и ефективна производителност. Цъфтежът е късен. Узряването на плодовете е около 5 – 15 юни. Рано влизат в плододаване, 3 – 4 години след засаждането.
Плодовете са по-големи от тези на вишната – средно едри, до едри (средно тегло 6 грама), широкозакръглени, червени, до тъмно червено. Кожицата е тънка, лъскава, нежна, тъмночервена, с по-светли жилки. Месото е много сочно и меко, интензивночервено, сладко, приятно кисело, с лека тръпчивост, ароматично, с отлични вкусови качества. Сокът е яркочервено оцветен.
Костилката е гладка, средно едра (0,25 г), полуотделяща се.
Дръжката е средно дълга.

## Отглеждане
Сортът е самофертилен – не се нуждае от опрашител. Няма особени претенции към почвени и климатични условия. Вишнапът е устойчив на ниските температури през зимата и късните слани през пролетта.

## В България
Вишнапът е внесен в България през 1969 г. Произхожда от Унгария и попада случайно в България, като се разпространява много бързо и дори измества част от сортовете вишни на пазара. Това е най-ранозреещият вишнев сорт, който се среща в България – зрее през първото десетдневие на юни.

## Употреба
Плодовете са подходящи за прясна консумация, приготвяне на сок, консервиране (компоти), конфитюр и замразяване. Понасят много добре транспорт и манипулация. Поддава се на механизирана беритба.
Овощните дръвчета от този сорт са традиционни за разсадника.